# Noordelijke Wei-dynastie
De Noordelijke Wei Hanyu pinyin Běi Wèi , Traditioneel  Chinees 北魏, Mongools Toba) was een Chinese dynastie die in 386 door de proto-Mongoolse Toba Xianbei werd gesticht met als hoofdstad Pingcheng nabij het huidige Datong. Gebruikmakend van hun sterke cavalerie versloegen zij hun rivalen in het hele noorden van China en verdreven de verwante proto-Mongoolse Rouran. Zo maakten zij een einde aan de periode van de Zestien Koninkrijken en stichtten een rijk dat rond 440 onder keizer Wu (424–451) de machtigste staat in Oost-Azië werd.
Onder keizer Wu was de confucianistische invloed groot en werden boeddhisten vervolgd, maar al in 460 begon de constructie van de boeddhistische grottempels van Yungang even ten westen van de hoofdstad. Onder keizer Xiaowen (471–499) nam de assimilatie toe, vooral na de stichting van de nieuwe hoofdstad in 494 bij Luoyang. Dat leidde tot vervreemding van de Toba en in 534 kwam het tot een splitsing in de Westelijke Wei rond Chang'an met een grotendeels Chinese inslag en de Oostelijke Wei in het noordoosten waar de traditionele waarden van het Tobavolk meer de boventoon voerden.